# Бран (замък)
Вижте пояснителната страница за други значения на Бран.
Замъкът Бран (на немски: Törzburg; на унгарски: Törcsvár), в село Бран, близо до Брашов, е популярна туристическа атракция в Румъния. Замъкът се издига на хълм над прохода Рукър – Бран, свързващ румънските провинции Трансилвания и Влашко. Известен е още и като Замъка на Дракула – графа-вампир от книгата „Дракула“ на Брам Стокър, според която обаче замъкът се намира някъде в планините между Трансилвания и Молдова. При своите военни походи Влад ІІІ Дракула неколкократно преминава през прохода, свързващ столицата му Търговище с Брашов, но няма доказателства да е превземал крепостта или да я е посещавал.
Днес замъкът Бран е музей, отворен за посетители, които могат да разгледат предмети на изкуството и мебели, събрани от румънската кралица Мария. В подножието на хълма, върху който е изграден замъкът, има малък музеен комплекс, представящ традиционния румънски селски бит и къщи. Пред входа на замъка се намира кръст с надпис на старобългарски език.

## История
През 1212 година рицарите от Тевтонския орден построяват на това място крепост от дърво, наречена Dietrichstein, за контрол над важния търговски път през планинската долина в Трансилванските Алпи. Първото писмено сведение за замъка Бран е документ от 19 ноември 1377 година, с който унгарският крал Лайош I дава разрешение на сасите от Кронщат (немското име на Брашов) да построят укрепление от камък на мястото на дървената постройка, около което по-късно възниква селище. От 1412 до 1418 крепостта е предадена от Сигизмунд Люксембургски във владение на съюзника му Мирчо Стари от Влашко, който установява там митнически пост.
В 1438 –1442 крепостта е използвана за защита срещу нападенията на османските турци. През втората половина на ХVІІІ век замъкът в Бран загубва значението си като крепост, а след преместването на границата – и като митница.
На 1 декември 1920 година градският съвет на Брашов взема единодушно решението замъкът Бран да бъде подарен на кралица Мария, която го преустройва и обзавежда с артефакти главно от нейно време, включително с традиционни мебели и гоблени, събирани лично от нея. Нейната дъщеря – принцеса Иляна го наследява, но комунистическият режим на Румъния го конфискува след свалянето и депортирането на кралското семейство през 1948 година.
През 2005 година румънското правителство гласува закон, чрез който се позволява реституция на такива недвижими имоти като замъка Бран. Затова през 2006 година то дава право на собственост върху замъка на Доминик от Австрия, принц на Тоскана, известен като Доминик фон Хабсбург, архитект в щата Ню Йорк и син и наследник на принцеса Иляна.

## Галерия
- Изглед към замъка Бран
- Бран през зимата
- Стая в замъка
- Една от кулите на Бран
- Дворът на замъка
- Друг изглед от вътрешността
- Поглед към Бран
- Кули, проходи и вътрешен двор в замъка Бран